# Informer (serbski dziennik)
Informer – serbski dziennik wydawany w Belgradzie. Należy do gazet typu tabloid. Został założony w 2012 roku.